# Lettre de couronnement
 (signalé en juin 2025).
Si vous disposez d'ouvrages ou d'articles de référence ou si vous connaissez des sites web de qualité traitant du thème abordé ici, merci de compléter l'article en donnant les références utiles à sa vérifiabilité et en les liant à la section « Notes et références ».
- Archive Wikiwix
- Bing
- Cairn
- DuckDuckGo
- E. Universalis
- Gallica
- Google
- G. Books
- G. News
- G. Scholar
- Persée
- Qwant
- (zh) Baidu
- (ru) Yandex
- (wd) trouver des œuvres sur Wikidata

La Lettre de couronnement (en suédois : Kröningsbrev) fut signée entre les royaumes de Danemark, de Norvège et de Suède le 13 juillet 1397.
C'est un document historique majeur associé à l'union de Kalmar, une union personnelle qui a lié les royaumes de Suède, de Danemark et de Norvège sous un seul monarque au XVe siècle.

## Contexte historique
L'union de Kalmar a été formée en 1397 lors du couronnement d'Éric de Poméranie en tant que roi de l'Union. Éric de Poméranie était déjà roi de Norvège depuis 1389, et le Kröningsbrev a été signé pour confirmer sa montée sur le trône en tant que roi de Suède et de Danemark, faisant de lui le monarque de l'union de Kalmar. Cette union visait à unir les trois royaumes scandinaves sous un seul souverain, tout en préservant leur autonomie respective.

## Contenu du Kröningsbrev
Le Kröningsbrev énonçait les conditions de l'union de Kalmar et définissait les pouvoirs du roi Éric de Poméranie. Il établissait les bases de la coopération entre les trois royaumes, bien que, dans la pratique, des tensions et des rivalités entre les nobles des différentes régions aient souvent marqué cette union. Le document a également stipulé que les trois royaumes devaient se soutenir mutuellement en cas d'agression extérieure.

## Héritage
Le Kröningsbrev est un document précieux pour la compréhension de l'histoire de l'union de Kalmar et des relations entre les royaumes scandinaves à l'époque médiévale. Bien que l'union ait été marquée par des conflits et des dissensions, elle a également contribué à façonner la politique et la culture de la région.
Aujourd'hui, le Kröningsbrev est conservé dans les archives nationales de Suède et est un témoignage important de l'histoire complexe et mouvementée de la Scandinavie au XVe siècle.